# Средно училище „Васил Левски“ (Девня)
Средно училище „Васил Левски“ е гимназия в град Девня, община Девня, област Варна. Създадена е през 1962 г. Патрон на училището е Васил Левски. Разположено е на адрес: ул. „Капитан Петко“ №26. Към 2024 г. директор на училището е Станислава Налбантова.

## История
Строежът на училището започва през 1960 г. На 8 октомври 1962 г. то е открито като основно училище „Димитър Благоев“.